# Vlaamse Opstand tegen Maximiliaan

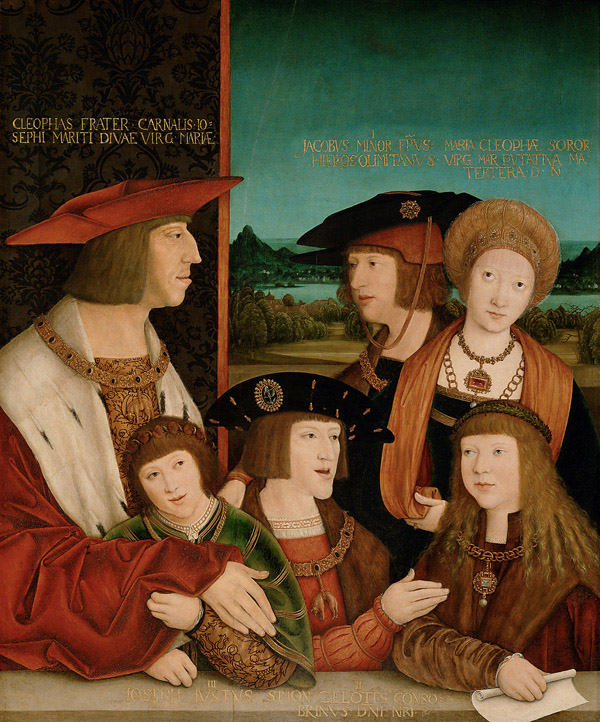
Maximiliaan I en zijn gezin

In de Vlaamse Opstand tegen Maximiliaan (1483-1492) wilden steden in het graafschap Vlaanderen en het zuiden van het hertogdom Brabant het regentschap van aartshertog Maximiliaan van Oostenrijk niet erkennen. Ze zetten hem af als regent voor zijn minderjarige zoon Filips de Schone en stelden zelf een regentschapsraad samen om in diens naam te regeren. De opstand werd militair neergeslagen en beknotte de macht van de steden, behalve van Antwerpen, dat Maximiliaan trouw was gebleven. Ook de tendens naar meer invloed voor de hoge adel in het landsbestuur, werd versneld.

## Voorgeschiedenis
Toen in maart 1482 Maria van Bourgondië in Wijnendale verongelukte, werd de vierjarige Filips de Schone de wettige heerser van alle Bourgondische erflanden. Zijn vader Maximiliaan van Oostenrijk zou als regent regeren tot Filips 16 jaar was.
In de voorafgaande eeuwen hadden de steden een grote autonomie verkregen. Maria van Bourgondië had met het Groot Privilege deze autonomie nog verhoogd. Maximiliaan wilde deze niet bevestigen en hij voerde een expansiepolitiek, met oorlogen die veel kostten, en dus veel belastingen meebrachten. De Staten-Generaal van de Bourgondisch-Habsburgse Nederlanden erkenden het regentschap uiteindelijk in december 1482, nadat ze Maximiliaan de Vrede van Atrecht met Frankrijk hadden kunnen opdringen.

## Eerste opstand
Toen in 1483 koning Lodewijk XI van Frankrijk stierf, nam Maximiliaan opnieuw de wapens op. Het graafschap Vlaanderen ging hiermee niet akkoord. De Vlaamse gezant die naar koning Karel VIII van Frankrijk werd gezonden, werd door Maximiliaan gevangengenomen. Dit leidde tot de eerste tweejarige Vlaamse opstand tegen Maximiliaan. Vlaanderen richtte een regentschapsraad op voor Filips de Schone, om de macht van aartshertog Maximiliaan in te perken en te controleren. Leden van deze raad waren Jacob van Savoye, graaf van Romont, Adolf van Kleef, Lodewijk van Gruuthuse, Filips van Bourgondië-Beveren, Wolfert van Borselen. De Gentenaar Jan van Coppenolle leidde de opstand. Matthijs Peyaert leidde dan weer een oproer pro Maximiliaan. De Duitse huursoldaten van Maxiliaan waren echter een te grote tegenstander. De opeenvolgende nederlagen, zoals bij het Hospitaal te Beerst (juni 1489), brachten verdeeldheid onder de Vlaamse steden. In 1485 moest Vlaanderen zich neerleggen bij het regentschap van Maximiliaan in de Vrede van Sluis.

## Tweede opstand
In de volgende jaren bleef Maximiliaan oorlog voeren tegen de zin van de steden. Eind 1487 brak er opnieuw een opstand uit in Gent. De ambachten pikten de steeds stijgende belastingen niet meer. Toen Maximiliaan op 31 januari 1488 naar Brugge kwam om de opstand te onderdrukken, werd hij gevangengenomen. Ook de door hem geridderde Matthijs Peyaert werd gevangengenomen en later in Gent ter dood veroordeeld. Op 12 mei 1488 sloten Vlaanderen, Brabant, Henegouwen en Zeeland in de Staten-Generaal de Akte van Eendrachtigheid, waarin ze een einde maakten aan Maximiliaans regentschap over Vlaanderen. Enkele dagen later kreeg hun verbond vorm in de Vrede van Brugge.
Maximiliaan beloofde zich hieraan te houden en werd vrijgelaten. Als borg werd zijn raadsman Filips van Kleef, erfheer van Ravenstein (en ondertussen ook door zijn huwelijk met Francisca van Luxemburg heer van Edingen geworden), die voor Maximiliaan het algemeen bestuur in de Nederlanden waarnam, gevangengehouden. Eenmaal vrij hield Maximiliaan zich niet aan de afspraak. Hij voerde strafexpedities uit in het Brugse ommeland. Zo werden onder andere alle belangrijke gebouwen (kerk, kasteel en molen) in Gistel platgebrand. Filips van Kleef voelde zich verraden en sloot zich vanwege deze eedbreuk aan bij de opstandelingen en werd zelfs de leider. Hij positioneerde zich als de verdediger van de ware heerser, Filips de Schone, bij wie hij vriend aan huis was. Hij had trouwens vele jaren samen doorgebracht met Maria van Bourgondië, veelal in het Kasteel van Wijnendale van zijn vader Adolf van Kleef. De opstand was ditmaal iets succesrijker, mede doordat ook buiten Vlaanderen het regentschap in vraag werd gesteld. Zo leidde ook Frans van Brederode in het graafschap Holland een opstand. In de Jonker Fransenoorlog kozen de Hoeken partij tegen Maximiliaan. In Brabant openden Brussel, Leuven en Nijvel in september 1488 de poorten voor Filips van Kleef, die in een campagne ook andere steden belegerde. De Brusselaars veroverden het kasteel van Beersel.
De Gentenaars versloegen aan het Rabot het leger van keizer Frederik III en zijn zoon Maximiliaan. In februari 1489 trok Maximiliaan met zijn legers naar Duitsland om de Hongaarse soldaten te gaan bestrijden. Hij stelde Albrecht van Saksen aan als landvoogd in Vlaanderen. In oktober 1489 zorgde het Verdrag van Montil-lez-Tours, een wapenstilstand tussen Maximiliaan en Frankrijk, ervoor dat Vlaanderen zijn Franse steun kwijtspeelde. Vlaanderen legde zich opnieuw neer bij het regentschap van Maximiliaan. Brugge en Gent aanvaardden het verdrag niet en vochten door.
Ook in Zuid-Brabant bleef het verzet tegen Maximiliaan levendig. Onder meer Brussel, Leuven en Tienen erkenden zijn regentschap niet. Aan het hoofd van de Leuvense en de Tiense voetboogschutters, vooral afkomstig uit de gehuchten Avendoren en Mulk, in het zuiden van de stad, kon ridder-burgemeester Merten of Maartens van Wilre de troepen van Maximiliaan uit het gewest verjagen. Hertog Albrecht moest de opstand onderdrukken. Aarschot, Nijvel, Genepiën (Genappe) en Geldenaken (Jodoigne) kon hij al spoedig innemen. Het kasteel van Horst werd vernietigd. Maar bij Zoutleeuw, dat door Tiense troepen te hulp was gesneld, leed Albrecht in 1489 een gevoelige nederlaag. In juli van datzelfde jaar verscheen hij voor de poorten van Tienen. De stad had voldoende levensmiddelen ingeslagen om een lange belegering het hoofd te bieden, en een tijdlang leek ze inderdaad onneembaar te zijn, maar na een onverhoedse algemene bestorming werd ze dan toch geplunderd en platgebrand. De val van Tienen betekende het einde van de opstandige beweging in Brabant. Op 14 augustus werd de Vrede van Danebroek gesloten. De kwartieren van Brussel en Leuven kregen zware boetes opgelegd. Tienen moest 11.000 Rijngulden betalen. 
In november 1489 moest ook Brugge capituleren in de Vrede van Tours, nadat de bevoorrading van de stad was afgesneden. Duitse troepen, onder leiding van de graaf van Nassau, hadden Damme ingenomen.
In 1492 werd Jan van Coppenhole in Gent op de Vrijdagmarkt onthoofd. Met de Vrede van Kadzand legde ook Gent zich bij de situatie neer. Later dat jaar moest Filips van Kleef zijn laatste bastion, Sluis prijsgeven. Opnieuw werden vergeldingsacties uitgevoerd. Grote schade werd aangericht aan het kasteel van Wijnendale en verschillende gebouwen in Roeselare, een heerlijkheid van de Van Kleefs, werden platgebrand.

## Afloop
In 1492 was de opstand volledig de kop ingedrukt en het regentschap overal aanvaard. Met het Verdrag van Damme werd het conflict geregeld; Brugge moest zijn stadswallen afbreken en het hof en alle belangrijke bestuurlijke functies – en daarmee ook de handel – verhuisden naar Gent. Dit was einde van de Brugse bloei. De verdere verzanding van het Zwin en de Tachtigjarige Oorlog in de volgende eeuw maakten dat Brugge een van de armste steden van Vlaanderen werd. Volgens de legende zou Maximiliaan de Bruggelingen – nadat zij de hem gunstig gezinde baljuw Pieter Lanchals hadden onthoofd – hebben verplicht ten eeuwigen dage "langhalzen" of zwanen op de reien te onderhouden.
Vooral Antwerpen, dat steeds de zijde van Maximiliaan had gekozen, profiteerde van de Vlaamse nederlaag. Het nam de fakkel over van Brugge als grootste handelsmetropool van de Nederlanden.
In 1493 beëindigde de Vrede van Senlis het conflict tussen Frankrijk en Maximiliaan.
Nog geen twee jaar later, in 1494 werd Filips de Schone meerderjarig en nam hij zelf de touwtjes in handen. Na de dood van Filips in 1506 werd Maximiliaan opnieuw regent voor zijn kleinzoon, de latere keizer Karel V, ditmaal op vraag van de Staten-Generaal. Maximiliaan, die ook tot keizer van het Heilige Roomse Rijk gekozen was, stelde zijn dochter Margaretha tot landvoogdes aan.